# Kaliua (Distrikt)
Kaliua ist ein Distrikt der Region Tabora in Tansania mit dem Verwaltungssitz in der gleichnamigen Stadt Kaliua. Der Distrikt grenzt im Norden an die Regionen Geita und Shinyanga, im Osten an den Distrikt Uyui, im Südosten an den Distrikt Urambo, im Süden an die Region Katavi und im Westen an die Region Kigoma.

## Geographie
Kaliua hat eine Fläche von 14.050 Quadratkilometer und 678.447 Einwohner (Volkszählung 2022). Der Distrikt liegt auf dem zentralen Hochplateau von Tansania rund 1100 Meter über dem Meer. Die Entwässerung erfolgt nach Westen in den Tanganjikasee. Der größte Fluss ist der Ugalla, er bildet die Südwestgrenze und mündet in den Malagarasi. Im Westen liegen die beiden Seen Nyagamoma und Sagara.
Das Klima ist tropisch, Aw nach der effektiven Klimaklassifikation. Die jährliche Niederschlagsmenge liegt zwischen 900 und 1300 Millimeter, es regnet am meisten von November bis April, die Monate Juni bis September sind fast niederschlagsfrei. Die Temperatur liegt im Bereich von 16 bis 33 Grad Celsius, wobei der Oktober der wärmste Monat ist.

## Geschichte
Der Distrikt wurde im Jahr 2012 durch die Teilung des Distriktes Urambo gegründet.

## Verwaltungsgliederung
Kaliua wird in 28 Bezirke (Wards) untergliedert:
- Ichemba
- Igagala
- Igombemkulu
- Igwisi
- Ilege
- Kaliua
- Kamsekwa
- Kanoge
- Kashishi
- Kazaroho
- Kona Nne
- Makingi
- Milambo
- Mkindo
- Mwongozo
- Nhwande
- Sasu
- Seleli
- Silambo
- Ufukutwa
- Ugunga
- Ukumbi Siganga
- Usenye
- Ushokola
- Usimba
- Usinge
- Uyowa
- Zugimlole

| Die Einwohnerzahl stieg von 234.442 bei der Volkszählung 2002 auf 393.358 im Jahr 2012. Dies entspricht einem jährlichen Wachstum von über fünf Prozent und einer Verdopplungszeit von nur dreizehn Jahren. Im Jahr 2012 sprachen vierzig Prozent der Über-Fünfjährigen Swahili, drei Prozent Englisch und Swahili. Mehr als die Hälfte waren Analphabeten. Bei der Volkszählung 2022 lebten 678.447 Menschen in 116.224 Haushalten. | Hier fehlt eine Grafik, die leider im Moment aus technischen Gründen nicht angezeigt werden kann. Wir arbeiten daran! |

- Bildung: In Kaliua gibt es 100 Grundschulen mit insgesamt 625 Klassenzimmern. Es kommen 104 Schüler auf ein Klassenzimmer, der nationale Durchschnitt liegt bei 45. Die 76.500 Schüler dieser Grundschulen werden von 1663 Lehrern unterrichtet, somit kommen 46 Schüler auf einen Lehrer. In den weiterführenden Schulen unterrichten 278 männliche und 135 weibliche Lehrer, das Lehrer-Schüler-Verhältnis ist 1:16 (Stand 2019).[8][9]
- Gesundheit: Für die medizinische Betreuung der Bevölkerung stehen drei Gesundheitszentren und 33 Apotheken zur Verfügung.[10]

| - Landwirtschaft: Rund achtzig Prozent der Bevölkerung leben von der Landwirtschaft. Für den Eigenbedarf werden Mais, Bohnen und Süßkartoffeln abgebaut, für den Verkauf bestimmt sind Tabak, Nüsse, Baumwolle und Sonnenblumen. Mehr als die Hälfte des in Tansania produzierten Tabaks kommt aus Kaliua. Im Jahr 2012 besaßen von den 63.000 Haushalten über vierzig Prozent Nutztiere. Hauptsächlich gehalten wurden Geflügel und Rinder. - Imkerei: Der Distrikt produziert jährlich 550 Tonnen Honig. - Eisenbahn: Quer durch den Distrikt verläuft die Tanganjikabahn, die von Daressalam am Indischen Ozean bis Kigoma am Tanganjikasee führt. Im Bahnhof Kaliua zweigt die Bahnlinie nach Mpanda ab. - Straßen: Die wichtigste Straßenverbindung ist die Nationalstraße T18 von Tabora nach Kigoma. | Hier fehlt eine Grafik, die leider im Moment aus technischen Gründen nicht angezeigt werden kann. Wir arbeiten daran! |

## Politik
In Kaliua wird alle 5 Jahre ein Distriktrat (District council) gewählt. Aktuell ist Haruna Kasele Vorsitzender des Verwaltungsrates (Stand 2020)[veraltet].

## Naturschutzgebiete, Sehenswürdigkeiten
- Moyowosi-Wildreservat: Im Norden hat der Distrikt Anteil am 6000 Quadratkilometer großen Moyowosi-Wildreservat, das im Jahr 1981 eingerichtet wurde. Das Reservat ist bekannt wegen seiner großen Populationen von Büffeln, Löwen, Giraffen, Zebras, Antilopen, Nilpferden und Krokodilen sowie guter Vogelbeobachtungsmöglichkeiten.[16][17][18]
- Ugalla-River-Nationalpark: Im Süden des Distriktes liegt der Ugalla-River-Nationalpark. Er wurde im Jahr 1965 als Wildreservat eingerichtet und im Jahr 2019 zum Nationalpark erhoben. Auf fast 4000 Quadratkilometern findet man Miombo-Wälder und ausgedehnte Steppen mit Gnus, Leoparden, Löwen, Pavianen, Büffeln, Buschschweinen, Hyänen, Straußen und Zebras.[16][19][20]